# Трон: Арес
„Трон: Арес“ (на английски: Tron: Ares) е предстоящ американски научнофантастичен филм от 2025 г. продуциран от „Уолт Дисни Пикчърс“ и ще е разпространен от „Уолт Дисни Студиос Моушън Пикчърс“. Като самостоятелно продължение на „Трон“ (1982) и „Трон: Заветът“ (2010), режисьор е Юахим Рьонинг, сценарият е на Джеси Вигутов и Джак Торн, и участват Джаред Лето, Грета Лий, Евън Питърс, Хасан Минхадж, Джоуди Търнър-Смит, Артуро Кастро, Камерън Монахан, Джилиън Андерсън, Сара Дежарден и Джеф Бриджис.
Разработката за продължението на „Трон: Заветът“ започна през 2010 г. от създателя на поредицата Стивън Лисбъргър. Плановете се променят, когато поредицата се движи като рестарт през 2017 г., докато Лето играе нов герой. Гарт Дейвис е нает като режисьор през август 2020 г., докато Вигутов работи за сценария, но е освободен през януари 2023 г. Рьонинг го замества един месец по-късно. Снимките започват през януари 2024 г. във Ванкувър и приключват на 1 май.
Филмът е предвиден да излезе по кината на 10 октомври 2025 г.

## Актьорски състав
- Джаред Лето – Арес[3][4]
- Грета Лий
- Евън Питърс – Джулиън Дилинджър
- Хасан Минхадж
- Джоди Търнър-Смит
- Артуро Кастро
- Камерън Монахан
- Джилиън Андерсън
- Сара Дежарден
- Джеф Бриджис – Кевин Флин